# Jörg Thiede
Jörg Detlef Thiede (* 28. April 1938 in Berlin) ist ein deutscher Wirtschaftswissenschaftler, Unternehmer und Mäzen.

## Betriebswirtschaftler und Unternehmer

Villa Thiede – Empfangshalle (Detail)

Thiede schloss 1968 das Studium der Betriebswirtschaft an der Freien Universität Berlin mit der Promotion ab. Später wurde er habilitiert und war Hochschullehrer für Systemanalyse. Er war in Berlin als Unternehmensberater tätig und gründete auch einen Verlag für Lehr- und Lernsoftware mit etwa einhundert Beschäftigten.

## Stifter
1998 gründeten Jörg Thiede und seine Frau Traute die gemeinnützige Dr. Jörg Thiede Stiftung. Vorrangiger Stiftungszweck ist die berufliche Förderung benachteiligter Jugendlicher in Verbindung mit der Sanierung denkmalgeschützter Bauwerke in den Ländern Berlin und Brandenburg. Nach mehreren abgeschlossenen Projekten erwarb 2004 die Familie Thiede für die Stiftung die zuvor von einem Sportverein genutzte und seit mehreren Jahren leerstehende Villa Hamspohn direkt neben der Liebermann-Villa am Wannsee, beides Werke des Architekten Paul Baumgarten.
Nach umfassender Sanierung wurde 2006, einhundert Jahre nach ihrem Bau, die Villa Thiede als private Kunstsammlung und Kulturstätte eröffnet. Im Kunstsalon findet man Werke von Liebermann, Leistikow, Skarbina, Hagemeister, Saltzmann und anderen, im Skulpturengarten Skulpturen von Gaul, Heiliger und anderen. Das Haus bietet auch Platz für vielfältige Veranstaltungen in kulturvoller Umgebung.

## Sammlung
Die gemeinnützige Stiftung wurde 2013 aufgelöst. Die umfangreiche Kunstsammlung von 95 Gemälden und Zeichnungen mit Schwerpunkt auf Werken von Künstlern der Berliner Secession und deren Vorläuferorganisation Vereinigung der XI kam Anfang 2014 als Zustiftung an die Berlinische Galerie. Dazu gehören Arbeiten von Max Liebermann, Anton von Werner, Walter Leistikow, Lesser Ury, Franz Skarbina, Julie Wolfthorn und Carl Saltzmann.